# خودسوزی آرون بوشنل
در ۲۵ فوریه ۲۰۲۴، آرون (هارون) بوشنل، یک سرباز ۲۵ ساله نیروی هوایی ایالات متحده، در بیرون سفارت اسرائیل در واشینگتن، اقدام به خودسوزی کرد. بوشنل گفت این اقدام در اعتراض به آنچه بر مردم فلسطین توسط استعمارگران انجام می‌شود، صورت می‌پذیرد و اعلام کرد که دیگر در نسل‌کشی شرکت نخواهد کرد و پس از آن خود را با مایعی قابل اشتعال خیس کرد و خود را به آتش کشید. در آتش در حالی که بوشنل در حال سوختن بود، مکرراً فریاد زد «فلسطین را آزاد کنید!» در حالی که یک افسر پلیس اسلحه را به سمت او نشانه رفت و نیروهای اورژانس محلی در محل حاضر شدند.
پس از اینکه بوشنل خود را به آتش کشید، او در شرایط وخیم به یک بیمارستان محلی منتقل شد. پلیس روز بعد مرگ او را تأیید کرد. اقدام بوشنل دومین خودسوزی در اعتراض به حمایت ایالات متحده از اسرائیل در جنگ اسرائیل با حماس در یک ایستگاه دیپلماتیک اسرائیل در ایالات متحده بود. معترض دیگری در دسامبر ۲۰۲۳ در کنسولگری آتلانتا خود را به آتش کشید؛ از این رو، بوشنل اولین کسی نیست که در ایالات متحده از خودسوزی برای اعتراض علیه اسرائیل به خاطر بحران انسانی فلسطین استفاده می‌کند. در ۱ دسامبر ۲۰۲۳، فردی که هویت او توسط مقامات آتلانتا فاش نشد، از طریق خودسوزی در مقابل کنسولگری اسرائیل در آتلانتا ایالت جورجیا، اعتراض کرد که منجر به جراحات شدید معترض شد.

## زمینه
بوشنل در اورلئان، ماساچوست، در خانواده مسیحی بزرگ شد. او کار خود را با نیروی هوایی ایالات متحده (USAF) در ماه مه ۲۰۲۰ با انجام آموزش‌های پایه و فنی آغاز کرد. او به عنوان یک تکنسین سیستم‌های مشتری آموزش دیده‌است، که در زمینه امنیت سایبری آموزش دیده‌است. او بعداً به عنوان مهندس دواپس USAF در سن آنتونیو، تگزاس مشغول به کار شد و مدرک کارشناسی خود را در رشته مهندسی نرم‌افزار از دانشگاه جنوبی نیوهمپشایر دنبال می‌کرد. یکی از دوستان بوشنل به نام لوپه باربوزا در مصاحبه با الجزیره اظهار داشت که بوشنل مذهبی و ضد امپریالیست بود.
من یکی از اعضای فعال نیروی هوایی ایالات متحده هستم. و من دیگر شریک نسل‌کشی نخواهم بود. من در آستانه انجام یک عمل اعتراضی شدید هستم. اما در مقایسه با آنچه که مردم در فلسطین به دست استعمارگران خود تجربه کرده‌اند، اصلاً افراطی نیست. این چیزی است که طبقه حاکم ما تصمیم گرفته‌است که عادی خواهد بود.
او پیش از خودسوزی برنامه‌ریزی شده خود پیامی به رسانه‌ها ارسال کرد و در آن نوشت: «امروز قصد دارم در یک اقدام اعتراضی شدید علیه نسل‌کشی مردم فلسطین شرکت کنم».

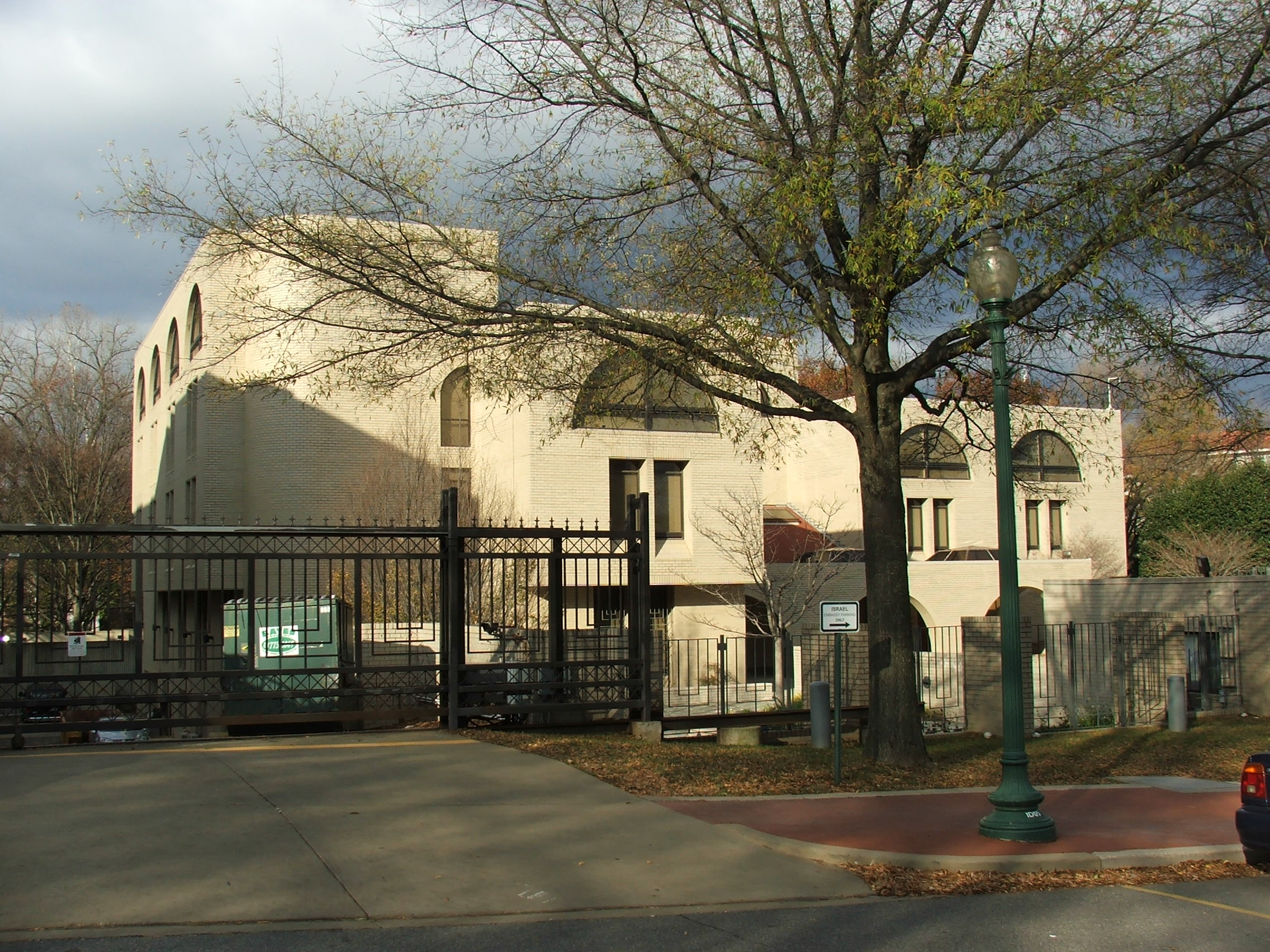
دروازه جلوی سفارت اسرائیل، جایی که بوشنل خود را به آتش کشید.

در ۲۵ فوریه ۲۰۲۴، تقریباً ساعت ۱۲:۵۸ بعد از ظهر به وقت محلی، بوشنل، با لباس‌های نظامی، به مقابل سفارت اسرائیل در واشینگتن دی سی رفت و به عنوان یک اقدام اعتراضی علیه اسرائیل به خود را به آتش کشید. جنگ حماس او همچنین یک حساب کاربری توییتر با نام "LillyAnarKitty" با پرچم فلسطین به عنوان بنر پروفایل خود با عنوان "فلسطین آزاد" ایجاد کرده بود.

## واکنش‌ها

### در داخل ایالات متحده
رایدر، سخنگوی پنتاگون در پاسخ به این سؤال که آیا "خودسوزی بوشنل ممکن است نشان دهنده این باشد که مسئله عمیق تری در میان نظامیان آمریکا وجود دارد «نگرانی پرسنل نظامی آمریکا در مورد نحوه استفاده از تسلیحات، حمایت آمریکا از عملیات اسرائیل را تایید کرد.»
سناتور برنی سندرز اظهار داشت: «این یک تراژدی وحشتناک است، اما من فکر می‌کنم که گویای اعماق ناامیدی است که بسیاری از مردم در حال حاضر نسبت به فاجعه انسانی وحشتناکی که در غزه رخ می‌دهد احساس می‌کنند، و من در این نگرانی عمیق شریک هستم.»
در ۲۶ فوریه ۲۰۲۴، مراسمی به یاد او در مقابل سفارت اسرائیل برگزار شد. تظاهرات بیشتری در شهرهای دیگر آمریکا برگزار شد که برخی از آنها توسط گروه ضد جنگ کد پینک سازماندهی شد.

### بین‌المللی
حماس با ستایش از این اقدام و ابراز تسلیت صمیمانه به دوستان و خانواده بوشنل، در بیانیه ای در تلگرام اعلام کرد که «او نام خود را به عنوان مدافع ارزش‌های انسانی و ظلم مردم رنجدیده فلسطین جاودانه کرد.» در حالی که او را «خلبان قهرمان» توصیف می‌کند. جبهه مردمی برای آزادی فلسطین بیانیه ای را در گرامیداشت بوشنل منتشر کرد و این اقدام را «بالاترین فداکاری» توصیف کرد. این در حالی است که برخی از فعالان فضای مجازی از او به عنوان شهید آرون بوشنل یاد می‌کنند.
احمد منصور روزنامه‌نگار مصری از طریق حساب کاربری خود در سکوی ایکس گفت: در یک حادثه هولناک و بی‌سابقه که ایالات متحده و غرب که در حمایت از اسرائیل مشارکت دارند، یک افسر نیروی هوایی آمریکا خود را مقابل سفارت اسرائیل می‌سوزاند. در واشینگتن، و آنچه را که او انجام داد، در اعتراض به… جنایات جنگی و پاکسازی قومی اسرائیل علیه فلسطینی‌ها در نوار غزه ضبط می‌کند و شبکه تلویزیونی آمریکایی ان‌بی‌سی از مرگ او خبر داد.

## پوشش رسانه ای
پوشش خودسوزی بوشنل توسط رسانه‌های جریان اصلی انتقادهایی را به دلیل تلاش برای «بی‌اعتبار کردن» و «تضعیف» انگیزه بوشنل در اعتراض به نسل‌کشی فلسطینیان برانگیخت. بلن فرناندز در ستونی از الجزیره مثالی از نیویورک تایمز ارائه کرد که در عنوان گزارش خود چیزی در مورد انگیزه بوشنل ذکر نکرد و فقط ارائه اطلاعات از یک مطلع که بوشنل ممکن است بیمار روانی بوده‌است. هیل خاطرنشان کرد که تایمز در مقایسه با پوشش خبری ایرینا اسلاوینا، معلم زبان و ادبیات روسی که در اعتراض به خودسوزی علیه دولت روسیه در سال ۲۰۲۰ جان باخت، با بوشنل رفتار نامتقارن داشت.